# Perfilamento racial
Perfilamento racial (expressão do idioma inglês americano  racial profiling) é o ato de suspeitar ou visar uma pessoa de uma determinada raça, com base em características ou comportamentos observados ou assumidos de um grupo racial ou étnico, em vez de uma suspeita individual. O perfilamento racial, no entanto, não se limita apenas à raça de um indivíduo, também pode ser baseado na etnia, religião ou nacionalidade do indivíduo. Comum nos Estados Unidos, o perfilamento racial é referido em relação ao seu uso pela aplicação da lei nos níveis local, estadual e federal, e seu uso leva à discriminação contra pessoas da África, nativo-americanas, asiáticas, latinas, árabes e comunidades muçulmanas dos EUA Nos países europeus, usa-se o termo ethnic profiling ("perfilamento étnico").

## Países

### Brasil
Em 10 de novembro de 2017 o Escritório do Alto Comissário das Nações Unidas para os Direitos Humanos (ACNUDH) promoveu na cidade do Rio de Janeiro uma reunião sobre o chamado “racial profiling”, ou “perfilamento racial” presente na abordagem das forças policiais que, de maneira seletiva, prendem, fazem buscas pessoais e operações de vigilância que geram taxas desproporcionais de aprisionamento da população de jovens negros, Sandra Aragon, oficial de direitos humanos do ACNUDH em Genebra, presente no encontro na capital fluminense comentou que “A abordagem racial dos afrodescendentes viola seus direitos humanos, porque são baseados em generalizações e estereótipos e não em observações objetivas”.
Segundo Daniel Teixeira, diretor de projetos do Centro de Estudos das Relações de Trabalho e Desigualdades (CEERT), "as seleções de emprego muitas vezes incorrem no perfilamento racial, tendo em vista que os estereótipos ligados às populações negra e branca são opostos. Enquanto à primeira são conferidas características negativas como desleixo, incapacidade para comando, falta de higiene. À população branca confere-se o privilégio dos estereótipos positivos, tais como eficiência, capacidade de liderar, limpeza etc".

### Estados Unidos
Nos Estados Unidos, o perfilamento racial é usado principalmente para se referir à práticas discriminatórias que visam desproporcionalmente afro-americanos, hispânicos e outras pessoas de cor.
De acordo com um estudo do Colégio Americano de Médicos, 92% dos negros, 78% dos latino-americanos, 75% dos nativos americanos e 61% dos asiático-americanos "relataram ter sofrido discriminação racial na forma de insultos raciais, violência, ameaças e assédio".
O perfilamento racial tem raízes na escravidão e cresceu com o avanço da urbanização, combinada com a gentrificação. Os EUA alimentam uma sensação de medo e perigo em pessoas não brancas por meio do uso incontestado do perfilamento racial nas interações cotidianas – desde preconceitos pessoais implícitos, leis e práticas racistas explícitas e veladas, e pelo uso de práticas policiais discriminatórias.
O sociólogo Robert Staples disse que a discriminação racial nos EUA "não é meramente uma coleção de ofensas individuais", mas sim um fenômeno sistêmico na sociedade americana, que remonta à era da escravidão.
Conforme escreveu a socióloga Gülden Özcan, "o policiamento em sociedades coloniais de povoamento foi construído sobre desigualdades estruturais existentes e sobrevive reproduzindo-as constantemente. A questão do racismo no policiamento é institucional e sistêmica. É por isso que Comack (2012, 15) chama isso de 'policiamento racializado'".
Isso é exemplificado pelas grandes disparidades salariais e de riqueza geracional, bem como pela discriminação no local de trabalho e na moradia entre as populações brancas e não brancas. A discriminação racial nas instituições policiais também não é novidade. A força policial americana moderna se inspirou e se estruturou em patrulhas de escravos e, como resultado, pessoas pertencentes a minorias relatam altos índices de tratamento injusto por parte dos tribunais, prisões e revistas injustificadas, além de hesitação em chamar a polícia em momentos de necessidade por medo de discriminação.
A Quarta Emenda da Constituição dos EUA, que protege os cidadãos de buscas e apreensões injustificadas, foi prorrogada após uma série de processos judiciais controversos na década de 1960, nos quais pessoas de cor enfrentavam índices mais altos de revistas e intimidações. Essa prorrogação determina que a polícia deve obedecer à lei e, ao mesmo tempo, aplicá-la. Embora a Suprema Corte tenha afirmado a manutenção da objetividade em casos envolvendo a Quarta Emenda, a polícia americana utiliza a discriminação racial com consequências danosas.
Incidentes recentes de discriminação racial, frequentemente em situações comuns como blitz de trânsito, resultaram em violência e mortes desnecessárias. Dados sugerem que "mulheres e homens afro-americanos e indígenas americanos/nativos do Alasca são mortos pela polícia em taxas mais altas" do que seus colegas brancos, e homens latinos são mortos em taxas mais altas do que homens brancos. Homens afro-americanos têm 2,5 vezes mais chances de serem mortos pela polícia do que homens brancos.
Mortes ilegais e injustas, nos casos de George Floyd e Sonya Massey, foram atribuídas à discriminação racial extrema e geraram grande repercussão nas redes sociais e crescente atenção para os movimentos Black Lives Matter e Say Her Name. O caso Terry v. Ohio, de 1968, também levou a inúmeros incidentes de discriminação racial nos EUA, pois permite que policiais parem um indivíduo ou veículo sem causa provável se acharem que o indivíduo está cometendo um crime ou prestes a cometer um crime, embora devam ter uma suspeita razoável baseada em "fatos específicos e articuláveis". O fenômeno de "dirigir sendo negro" (DWB) se baseia em dados que comprovam que pessoas de cor sofrem desproporcionalmente tiroteios, abordagens policiais, buscas e prisões.